# 김동환 (작가)
김동환(金東煥(일본식 이름: 白山靑樹 시라야마 아오키), 본명: 김삼룡, 본명 한자: 金三龍, 1901년 9월 27일~1958년 3월 6일경 사망 추정)은 일제 시대의 시인이자, 수필 작가로 1924년 관북 토속 시 《적성을 손가락질 하며》와, 1925년 서사시 작품인 《국경의 밤》이라는 두 시로써 시문학의 총아로 약동, 1949년에 은퇴했다.
이토록 초반에서부터 1920년대의 시문학의 총아로 약동하여 시재(詩才)로 도약한, 그의 본은 강릉(江陵)이고, 호(號)는 파인(巴人)이기에 때때로는 김파인(金巴人)으로도 불렸다.

## 학력
- 함북경성보통학교 졸업
- 경성중동고등보통학교 졸업
- 일본 도쿄 도요 대학교 영어영문학과 중퇴

## 생애

### 일생
1901년, 대한제국 함경북도 경성군 어랑면 금성리에서 출생하였고, 지난날 한때 대한제국 함경북도 경성군 금성면에서 잠시나마 유아기를 보낸 적이 있으며, 그 후 청 만저우 지역 지린 성 지린(길림)과 러시아 프리모르스키 지역(연해주)의 프리모르스키 주 블라디보스토크(해삼위)를 거쳐, 대한제국 함경북도 경성군 어대진면에서 잠시 유년기를 보낸 적이 있는 그는, 1920년 3월 경성중동고등보통학교를 졸업한 후, 같은 해(1920년 6월)에, 일본 도쿄에 건너가 유학하여, 이듬해 1921년 3월에서부터, 도요 대학교 영어영문학과에서 수학하다가, 1923년 10월에 관동 대지진으로 인하여 3학년 당시에 중퇴하고 귀국했다.
함북 청진부에서 발행된 《북선일일보》를 비롯하여, 경성부의 《조선일보》와 《동아일보》 등에서 기자로 근무하며, 그 와중이던 1924년부터 시 창작 활동을 시작했다. 바로 1924년 발표한 〈적성(赤星)을 손가락질 하며〉가 본격적인 등단작이다.
이듬해 장편 서사시 《국경의 밤》(1925)으로 인하여 문단의 주목을 받았다. 그의 시문학 작품의 두드러진 시적 특색으로는 국경 지대인 자신의 고향에서 얻은, 북방적 정서와 억세고도 강한 낭만성, 향토적인 느낌을 주는 민요풍의 언어를 들 수 있다.

### 광복 이후 전력
한때 1948년 9월에서부터 1948년 10월까지 한 달간 한국민주당 당무위원 겸 문화예술행정특임위원 직위를 잠시 역임한 직후 1948년 10월, 한국민주당을 탈당하였으며, 1948년 12월, 반민족행위특별조사위원회에 기소되면서, 그로부터 어언 석달 지난 이듬해(1949년) 3월에까지 반민특위(반민족행위특별조사위원회)의 집행으로 성립된 특별형사재판에서, 주요 피고인 가운데 일원으로 회부된 적이 있기도 하였다.
그리고 결국, 1949년 9월 21일 수요일, 시문학 작가 분야에서 등단 25년여만에 은퇴 선언을 하였고, 이듬해 1950년 한국 전쟁 당시 북괴의 인민군한테 끌려가 북으로 납치될때까지, 서울 마포 자택에서 그저 조용히 지냈다.

### 반민족 관련 행위 전력
1929년 종합월간지 《삼천리》와, 문학지 《삼천리문학》을 창간해 운영했는데, 일제강점기 말기에 삼천리사를 배경으로 하여금, 친일 단체에서 활동하고 전쟁 지원을 위한 시를 발표하는 등 활발한 친일 활동을 하였다. 2002년 발표된 친일 문학인 42인 명단과 친일파 708인 명단, 민족문제연구소가 2008년 발표한 친일인명사전 수록예정자 명단 문학 부문에 선정되었으며 친일반민족행위진상규명위원회가 발표한 친일반민족행위 705인 명단에도 포함되었다.
1945년 8·15 광복(을유 해방) 및 1948년 대한민국 정부 수립 후 이광수, 최남선 등과 함께 국내 문단의 대표적인 친일 인사로 꼽혀, 1948년 12월, 반민족행위특별조사위원회에 체포되어 3개월 남짓 재판을 받았고, 1949년 9월 21일 수요일, 시문학 작가 분야에서 은퇴한 후, 1950년 한국 전쟁 때 납북되었다. 1956년 재북평화통일촉진협의회에 참여했다. 그 후 평안북도 철산군의 노동자수용소에 송치되었다가 1958년 3월 6일 목요일 이후 사망한 것으로 전해진다.
친일 작품으로는 지원병으로 참전했다가 전사한 이인석을 칭송하며 젊은이들에게 참전할 것을 촉구하는 시 〈권군취천명(勸君就天命)〉(1943)을 비롯하여 총 23편이 밝혀져 있다. 이는 친일 문학인 42인 명단 수록자 가운데 5위에 해당하는 편수임에도, 창작 작업보다는 단체 활동을 통한 친일 행적이 더 뚜렷하다는 평가를 받고 있다. 흥아보국단, 조선임전보국단, 황군위문작가단, 조선문인협회, 국민총력조선연맹, 국민동원총진회, 대화동맹, 대의당 등 많은 친일단체에서 핵심적인 역할을 맡았기 때문이다.
3남인 김영식이 김동환의 친일 행적을 인정하고 사과한 예는 친일파로 지적되는 인물의 후손이 조상에 대한 친일 혐의를 인정한 드문 예로 종종 인용된다.

## 가족 관계
두 번째 부인이 소설가 최정희이며, 최정희와의 사이에서 얻은 두 딸 김지원과 김채원도 대한민국의 소설가이다.
- 아버지 김석구(金錫龜)와 어머니 마윤옥(馬允玉)의 3남 3녀 중 장남이자 셋째(6남매 중 셋째[5]).
- 이전 배우자 신원혜(申元慧, 1903년 6월 19일[6] 출생.~1993년 4월 25일[7] 하세.)[8]
- 재혼한 아내 최정희(崔貞熙, 1912년 12월 3일 출생.~1990년 12월 21일 하세, - 소설가.)와 3남 3녀.
- 첫째 아들 김영사(金英思, 1927년 경성부 출생. 신원혜 소생. 어려서 요절.)
- 둘째 아들 김영창(金英昌, 1930년 경성부 출생. 신원혜 소생. 어려서 요절.)
- 셋째 아들 김영식(金英植, 1934년 경성부 출생. 신원혜 소생.)
- 첫째 딸 김영주(金英珠, 1939년 경성부 출생. 신원혜 소생.)
- 둘째 딸 김지원(金知原, 1942년생.~2013년졸. 최정희 소생.)
- 셋째 딸 김채원(金采原, 1946년 경기도 양주 출생. 최정희 소생.)

## 주요 작품
- 시 《적성을 손가락질 하며》
- 시 《국경의 밤》
- 시 《북청 물장수》
- 시 《산 너머 남촌에는》
- 시 《봄이 오면》[9]
- 수필 《나의 반도 산하》

## 같이 보기
- 임전대책협의회
- 조선임전보국단

## 참고 관련 자료
- 권영민 (2004년 2월 25일). 《한국현대문학대사전》. 서울: 서울대학교출판부. 102쪽쪽. ISBN 89-521-0461-7.
- 반민족문제연구소 (1993년 4월 1일). 〈김동환 : 각종 친일단체의 핵심으로 맹활약한 친일시인 (김윤태)〉. 《친일파 99인 3》. 서울: 돌베개. ISBN 978-89-7199-013-1.